# Interamerikanische Friedenstruppe

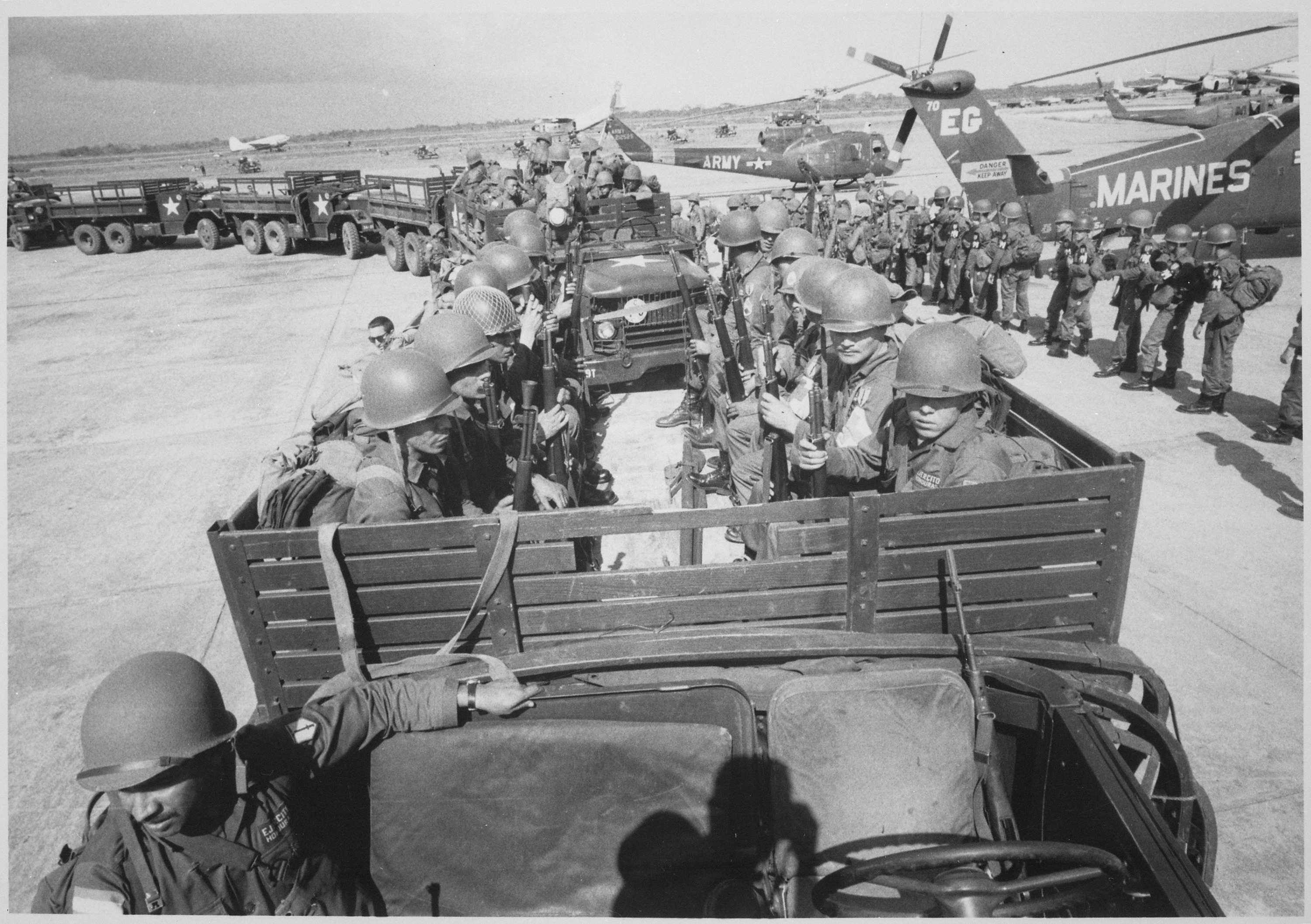
Honduranische Soldaten der Interamerikanische Friedenstruppe treffen in der Dominikanischen Republik ein, 1965.

Die Interamerikanische Friedenstruppe (englisch Inter-American Peace Force, IAPF) wurde von der Organisation Amerikanischer Staaten am 23. Mai 1965, nach der Intervention der Vereinigten Staaten in der Dominikanischen Republik, gegründet. Es bestand zum großen Teil aus über 42.600 Angehörigen der Streitkräfte der Vereinigten Staaten, zusätzlich wurden die folgenden Truppen von verschiedenen Ländern geschickt:
- Brasilien – 1130
- Honduras – 250
- Paraguay – 184
- Nicaragua – 160
- Costa Rica – 21 Militärpolizisten
- El Salvador – 3 Stabsoffiziere

1966 übernahm schließlich Brasilien die IAPF von den Vereinigten Staaten, und die IAPF wurde 1967 aufgelöst.